# Батиршина Яніна Фархадівна
Яніна Фархадівна Батиршина (7 жовтня 1979, Ташкент, Узбецька РСР) — російська гімнастка (художня гімнастика). Срібна призерка Олімпійських ігор в Атланті (1996).

## Досягнення
- Срібна призерка Олімпійських ігор: 1996
- Чемпіонка світу: 1995 (двічі), 1997 (двічі), 1998
- Чемпіонка Європи: 1997